# Det (miniserie)
Det (engelska: It) är en amerikansk-kanadensisk skräck-drama-thriller från 1990, i regi av Tommy Lee Wallace med bland annat Annette O'Toole, John Ritter och Tim Curry i huvudrollerna. Serien som är baserad på Stephen Kings roman med samma namn.

## Handling
Under 1960-talet lamslogs den lilla staden Derry i Maine av skräck när flera av stadens barn hittades brutalt mördade och lemlästade. Sju elvaåringar (Bill Denbrough, Ben Hanscom, Richie Tozier, Stan Uris, Beverly Marsh, Eddie Kaspbrak och Michael Hanlon) som alla är lite utstötta bildar "The losers club" och går samman och trotsar faran. De börjar förstå att mördaren inte är av kött och blod utan ett monster som kan förvandla sig till det man är mest rädd för. Tillsammans lyckas de besegra mardrömmen men de ger varandra ett löfte. Om "Det" någonsin kommer tillbaka ska de alla återvända till Derry.
30 år senare, 1990, har de forna kamraterna glömt varandra och bara en av dem bor kvar i Derry. Han ringer upp sina gamla vänner: Det är tillbaka.

## Om serien
Filmen är inspelad i Buntzen Lake i Anmore, New Westminster (Derry i filmen), North Vancouver och Vancouver, British Columbia, Chicago, Illinois samt i New York.
Serien släpptes på DVD 2002 och hade svensk DVD-premiär den 26 mars 2003. Den släpptes på Blu-ray den 4 oktober 2016. 
Det finns två olika långa versioner av serien, originalversionen som är 192 minuter lång och DVD-/Blu-ray-versionen som är nedklippt till 187 minuter. 

## Rollista (urval)
- Tim Curry – Det / Pennywise den dansande Clownen
- Richard Thomas – William "Bill" Denbrough
  - Jonathan Brandis – Bill som tolvåring
- John Ritter – Ben "Haystack" Hanscom
  - Brandon Crane – Ben som tolvåring
- Annette O'Toole – Beverly "Bev" Marsh
  - Emily Perkins – Beverly som tolvåring
- Dennis Christopher – Eddie Kaspbrak
  - Adam Faraizl – Eddie som tolvåring
- Harry Anderson – Richard "Richie" Tozier
  - Seth Green – Richie som tolvåring
- Tim Reid – Michael "Mike" Hanlon
  - Marlon Taylor – Mike som tolvåring
- Richard Masur – Stanley "Stan" Uris
  - Ben Heller – Stan som tolvåring
- Michael Cole – Henry Bowers
  - Jarred Blancard – Henry som fjortonåring
- Gabe Khouth – Victor Criss
- Olivia Hussey – Audra Denbrough
- Frank C. Turner – Al Marsh
- Tony Dakota – Georgie Denbrough

### Fotnoter
1. ↑  Charles Graham-Dixon (6 oktober 2015). ”Why Stephen King's IT scares off filmmakers” (på engelska). Guardian. https://www.theguardian.com/books/booksblog/2015/oct/06/stephen-king-it-scares-off-film-makers-cary-fukunaga. Läst 28 september 2016.